# Café-concert
 (juin 2010).
Si vous disposez d'ouvrages ou d'articles de référence ou si vous connaissez des sites web de qualité traitant du thème abordé ici, merci de compléter l'article en donnant les références utiles à sa vérifiabilité et en les liant à la section « Notes et références ».
Le café-concert (abrégé caf'conc’) ou café-chantant est à la fois une salle de concert et un estaminet, réunissant dans son enceinte un public qui paie en consommations le plaisir d’entendre des romances, des chansonnettes ou des morceaux d’opéra.
Cette définition issue du Grand Dictionnaire Larousse du XIXe siècle, est toutefois à nuancer, car les consommations peuvent éventuellement disparaître et l’on paie alors sa place à l’entrée. Quant à l’aspect formel de l’établissement, avec le temps, il se rapproche de plus en plus de l'ordonnancement d'un petit théâtre.

## Définition

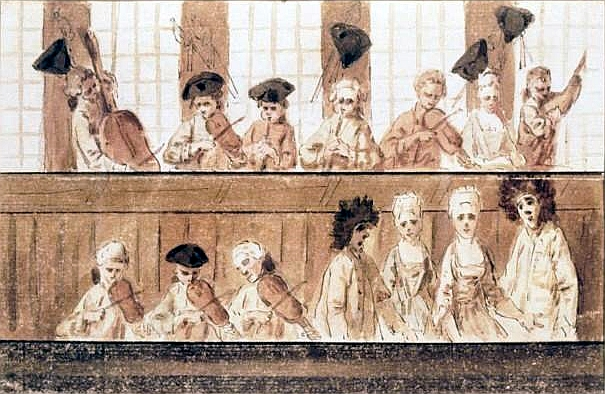
Le premier café chantant établi aux Champs-Élysées, avec chanteurs comiques, en 1789.

Les termes « café-concert » et « music-hall » sont devenus synonymes, ce dernier étant un emprunt à l’anglais attesté en français à partir de 1862. Or, si le café-concert est à la base un débit de boissons organisant des concerts musicaux dans l’une de ses salles avec plus ou moins de régularité et dont le développement est favorisé par l'interdiction des goguettes en 1849 sous le régime de la Deuxième République, le music-hall est défini comme une salle proposant des spectacles variés (accueillant une grande partie de la tradition du cirque, par exemple) où le fait de débiter des boissons est devenu secondaire.
Selon Legrand-Chabrier, ce nouveau genre est la « coalition de tous les spectacles qui ne sont pas du théâtre », définition a contrario qui révèle à la fois le flou sémantique pesant sur cette nouveauté et l’extrême diversité des spectacles se disant comme tels : on y trouve des morceaux de musique, des chants, des sketches dramatiques et des tableaux vivants, des revues à grand spectacle avec effets de lumière et usage du machinisme, des danses et des acrobaties.

## Historique

### Naissance et affirmation du café-concert (1800-1864)

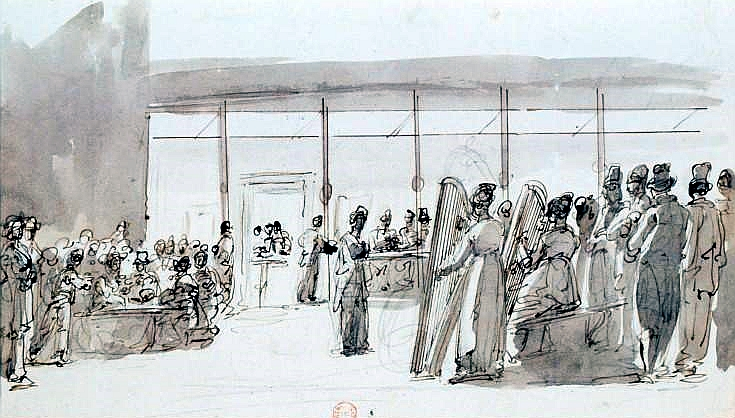
Intérieur d'un café chantant aux Champs-Élysées, en 1820.

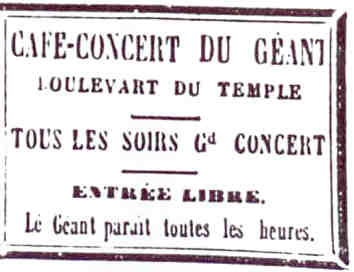
Publicité parue à l'occasion de la Mi-Carême 1863.

Au XVIIIe siècle, on trouve boulevard du Temple à Paris des cafés chantants où se produisent aussi des bateleurs. À Leipzig, le Café Zimmermann est l'endroit, où, entre 1721 et 1741, est hébergé la Collegium Musicum, qui fut dirigé un temps par Jean-Sébastien Bach ; il se produit avec une fois par semaine, pour des concerts de musique profane. D'autres exemples montrent, en Europe, qu'à cette époque, les cafés ne sont pas uniquement des débits de boissons.
Pendant la Révolution, l’abolition du monopole des théâtres permet à partir de 1791 l’ouverture de nombreuses salles de spectacle, notamment sous les arcades du Palais-Royal. Ainsi, le Café d’Apollon est l’un des premiers cafés-concerts. Mais cette liberté ne dure pas puisqu’en 1807 sous l'Empire, le rétablissement des théâtres de privilèges marque un arrêt au développement sauvage et spontané de caf’-conc’.
Entre 1807 et 1849, seuls quelques établissements accueillent régulièrement des concerts. Certes, des limonadiers organisent ponctuellement des spectacles lyriques sans se soucier des règlements. Cette réglementation interdit normalement tout concert dans un estaminet sans en obtenir une autorisation du préfet de Police. La révolution de février 1848 va, un temps, rendre à ce loisir sa liberté. Mais l’ordonnance du 17 novembre 1849 reconduit les mesures précédentes interdisant de donner un spectacle dans un estaminet sans autorisation préalable. Elle va permettre un développement surveillé : 22 autorisations seulement sont accordées entre 1849 et 1859 à Paris.
La réglementation s’attache aussi à organiser le colportage afin d’empêcher la diffusion de chansons sociales. Une censure des spectacles est également remise en place. Tous ces règlements vont contribuer au décollage limité et organisé du phénomène.
C'est d'un incident survenu en mars 1847 au café-concert Les Ambassadeurs où des auteurs refusent de payer leurs consommations, estimant qu'ils ne doivent rien puisque le propriétaire de l'établissement utilise leurs œuvres sans les rétribuer en retour, qu'est née la Société des auteurs, compositeurs et éditeurs de musique.
Le début des années 1860 voit apparaître la construction de nouveaux établissements : en 1860 l’Alcazar d’été, puis l’Eldorado, la Scala, l’Horloge : tous sont situés sur les boulevards ouverts par le baron Haussmann.

### Apogée (1864-1896)

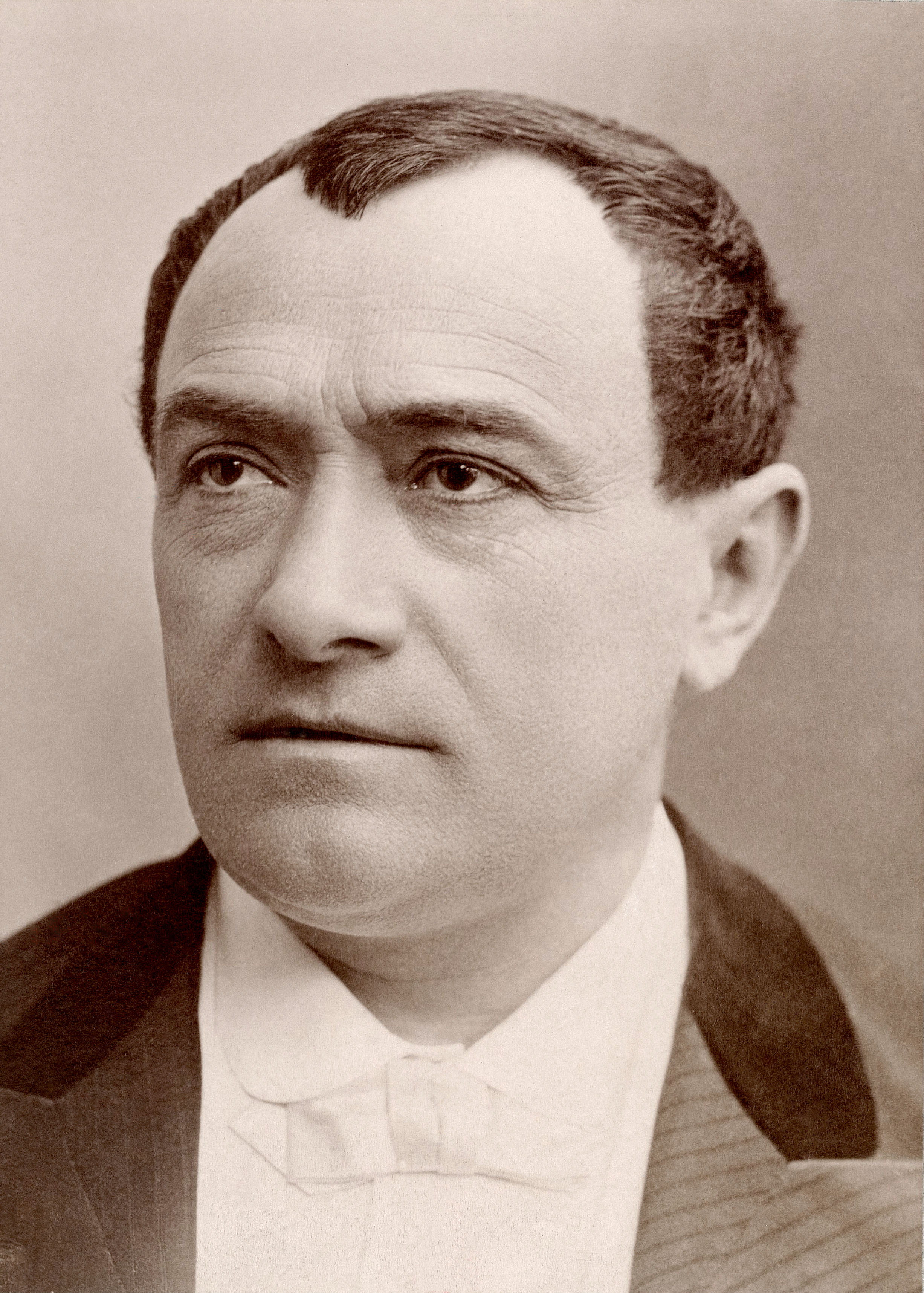
Paulus par Nadar.

Les cafés-concerts sortent de l’ombre des théâtres, tout d’abord avec l’abolition des privilèges des théâtres en 1864. Ainsi, les cafés-concerts se dégagent de la surveillance des directeurs de théâtre pour tomber sous la tutelle des autorités de police. Selon Géo I. Snell, le Café-concert du Géant boulevard du Temple « fut le prototype de ce que l'on était convenu d'appeler en 1860 les cafés-chantants ». L’administration multiplie les décrets et laisse se généraliser ce type d’établissement. En 1867, Camille Doucet, alors directeur de l'administration des théâtres, autorise ainsi les cafés-concerts « à s'offrir des costumes, des travestissements ; à jouer des pièces, à se payer des intermèdes de danse et d'acrobatie » ; ces mesures favoriseront l'essor ultérieur des grandes salles de spectacles parisiennes telles que les Folies Bergère ou l'Olympia.
C’est l’âge d’or de ce loisir. Il se diffuse partout en France. Paris devient le modèle de l’amusement européen. La période de la IIIe République va généraliser ce loisir. En 1893, André Marty réunit en un remarquables album d'estampes, Le Café Concert, Henri-Gabriel Ibels, Toulouse-Lautrec et Georges Montorgueil.
L'un des plus fameux duos d'auteurs est Armand Numès-Édouard Hermil.

### Déclin du caf’conc’, résistance dumusic-hall(1896-1914)

Dranem le Comique comique, affiche Charles Lévy, Paris, 1895, BnF.

Le premier concurrent qui va s’imposer dans toutes les villes après 1896 est la salle réservée au cinématographe. Pour la plupart, ce sont d’anciens cafés-concerts ou salles de music-hall : le public semble enthousiasmé par ces salles obscures, ces films, ces documentaires et actualités fortement teintés de nouveauté. Puisque le cinéma est muet, les premiers spectacles sont souvent agrémentés d’un orchestre. Aussi, plutôt qu'un déclin brusque, il s'agit d'un glissement d’un loisir à un autre ou d'une lente mutation. Cependant, le music-hall et l’influence grandissante de la culture anglo-saxonne permettent à ces établissements de résister aux autres modes. De plus, la censure disparaît lentement, le visa quotidien sur le contenu des spectacles devient hebdomadaire. Le genre connaît indiscutablement un nouveau souffle ; en 1906 la censure disparaît complètement (elle réapparaîtra cependant pendant la Première Guerre mondiale).
Le café-concert marque ainsi l’émergence d’une culture populaire qui donnera tout d’abord la riche tradition de la chanson française, mais aussi du music-hall et du cinéma. La filiation de ces différentes formes de spectacle est aisée à voir tant par les parcours de certains artistes, qui passent du caf’conc’ au music-hall au cinéma, que par les lieux, les anciennes salles caf’conc’ devenant salle de music-hall puis salle obscure. Ces nouvelles formes de spectacles populaires et universels auront jeté les bases de la culture de masse du XXe siècle, caractérisée par le phénomène de starisation, accentuée par la démocratisation de la TSF et du cinéma, et accompagnée parfois d'une sorte d’uniformisation à l’échelle française et aujourd’hui à l’échelle mondiale.